# Nisse Lind
Nils Einar (Nisse) Lind, född den 27 oktober 1904 i Katarina församling i Stockholm, död den 25 oktober 1941 i Sofia församling i Stockholm, var en svensk jazzmusiker (dragspel och piano), kapellmästare och kompositör. Han var den förste svensk som använde dragspelet i jazzmusik.

## Biografi
Lind var son till en bagare och fick därför smeknamnet "Bagarn". Han började sin musikerbana som esskornettist i Katarina norra folkskola på Södermalm, men blev senare helt engagerad i jazzmusik och lärde sig mycket snabbt att spela piano. Hans första engagemang som jazzpianist var 1923 i en amatörorkester på Segeltorps dansbana utanför Stockholm. Som professionell musiker engagerades han i Paramountorkestern 1926–1929 som pianist. Han spelade även piano med Thore Ehrling, men bildade senare sin egen orkester, Nisse Linds Hot Trio, med dragspelet som huvudinstrument. 
Genombrottet som jazzdragspelare kom med den sensationella skivinspelningen av Tiger Rag 1935 tillsammans med Birger "Gäddan" Larsson på gitarr och Thore Jederby på bas i Nisse Linds Hot-Trio. Andra inspelningar var China Town, St. Louis Blues och den egna kompositionen Hot Accordion.  Från 1938 medverkade Lind även i Radiotjänsts dansorkester under ledning Sune Waldimir, där Hot-Trion blev ett populärt extrainslag. 1939 spelade Nisse Linds Hot-trio in ett tjugotal melodier med Alice Babs som vokalist. Bland medverkande musiker märks Gösta Törner, trumpet och Thore Jederby, bas, två av den tidens namnkunniga jazzmusiker. Inspelningarna har senare samlats på en CD.
Lind var en av de första svenska musiker som spelade jazz på dragspel. Han var även en flitigt anlitad studiomusiker.  En skilsmässa och ett hektiskt arbetstempo bröt sakta ned honom och han avled 1941, 36 år gammal. Han är begravd på Skogskyrkogården i Stockholm.

## Övrigt
Nisse Lind fick många brev från sina fans. Detta brev, från en radiolyssnare, tyckte han speciellt mycket om och citerade gärna:
| ” | Vill Ni inte vara vänlig spela Havsörnsvalsen. När Herr Lind spelar i radio, då glömmer man alla sorger och bekymmer. Särskilt Havsörnsvalsen. | „ |

## Filmografi (urval)
- 1932 – Jag gifta mig – aldrig
- 1935 – Munkbrogreven
- 1936 – Alla tiders Karlsson
- 1937 – En flicka kommer till sta'n
- 1937 – Familjen Andersson
- 1940 – Kronans käcka gossar

Nisse Lind skall även ha spelat dragspel i alla Edvard Perssons 1930-talsfilmer (18 stycken).

## Diskografi
- Nisse Lind. (Röda serien ; 41). LP. Sonora 6394008. 1970.
- Nisse Bagarn Special. LP. Sonora 814368-1. 1983.
- Alice Babs & Nisse Linds Hot-trio. CD. Vax Records CD 1003. 2004
- Nisse Lind på Discogs (engelska)
- Nisse Lind på Svensk underhållningsmusik, revyer och film 1900–1960

### Webbkällor
- "Nisse Lind – dragspelare, pianist, kapellmästare" från Orkesterjournalen
- Nisse Lind på Svensk Filmdatabas